# Nowe Witki
Nowe Witki [ˈnɔvɛ ˈvʲitkʲi] (tiếng Đức: Neu Aßmanns)  là một khu định cư ở quận hành chính của Gmina Bartoszyce, thuộc huyện Bartoszycki, Warmińsko-Mazurskie, ở miền bắc Ba Lan, gần biên giới với Kaliningrad của Nga. Nó nằm khoảng 9 kilômét (6 mi) phía bắc Bartoszyce và 64 km (40 mi) phía bắc thủ đô khu vực Olsztyn.
Trước năm 1945, khu vực này là một phần của Đức (Đông Phổ).